# Alfred A. Hart

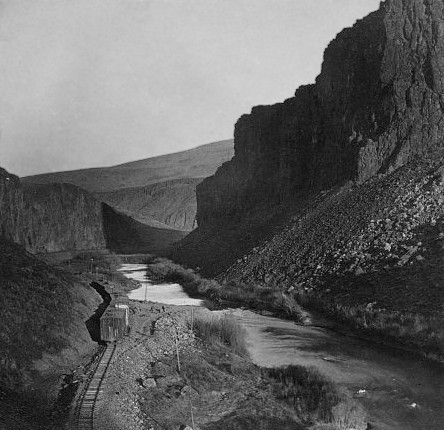
Alfred Hart: Fotografie #336 of Palisades (Desátá míle) s kaňonem a řekou Humboldt River během stavby Transcontinentální železnice

Alfred A. Hart (16. března 1816 – 5. března 1908) byl americký fotograf pracující pro firmu Central Pacific Railroad, aktivní v 19. století.

## Život a dílo
Hart byl oficiálním fotografem na západní polovině První transkontinentální železnice, pro kterou pořídil 364 historických stereofotografií během stavby železnice 60. letech. Hart prodával své negativy Carletonu Watkinsovi, který stereofotografie publikoval po celá 70. léta. Než se stal fotografem byl malířem panoramat. Jeho žákem byl malíř Silas Jerome Uhl.

## Galerie

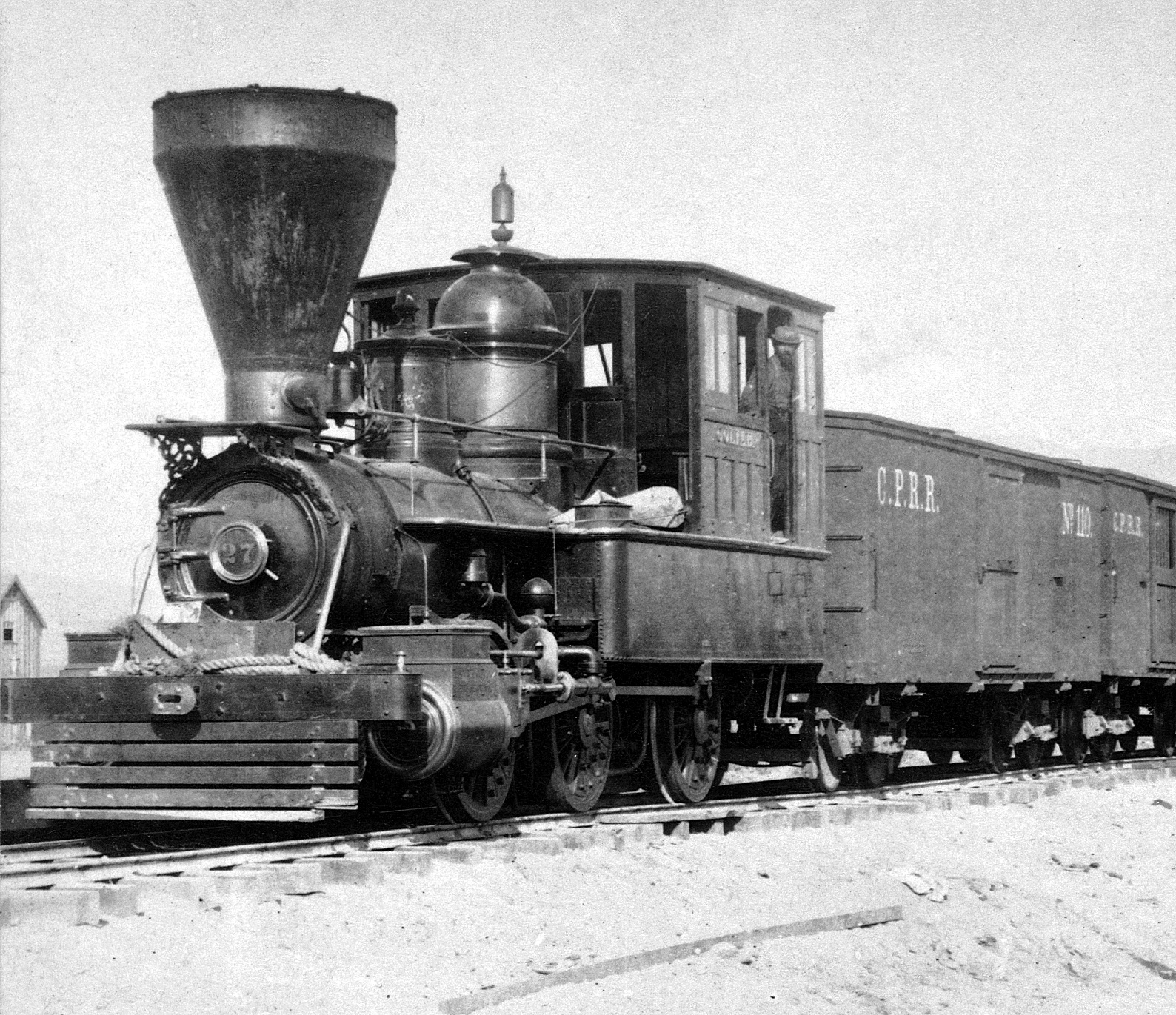
Lokomotiva Goliah, Central Pacific #27, 0-6-0 tank locomotive, Wadsworth, Big Bend of Truckee River, 1865-1869
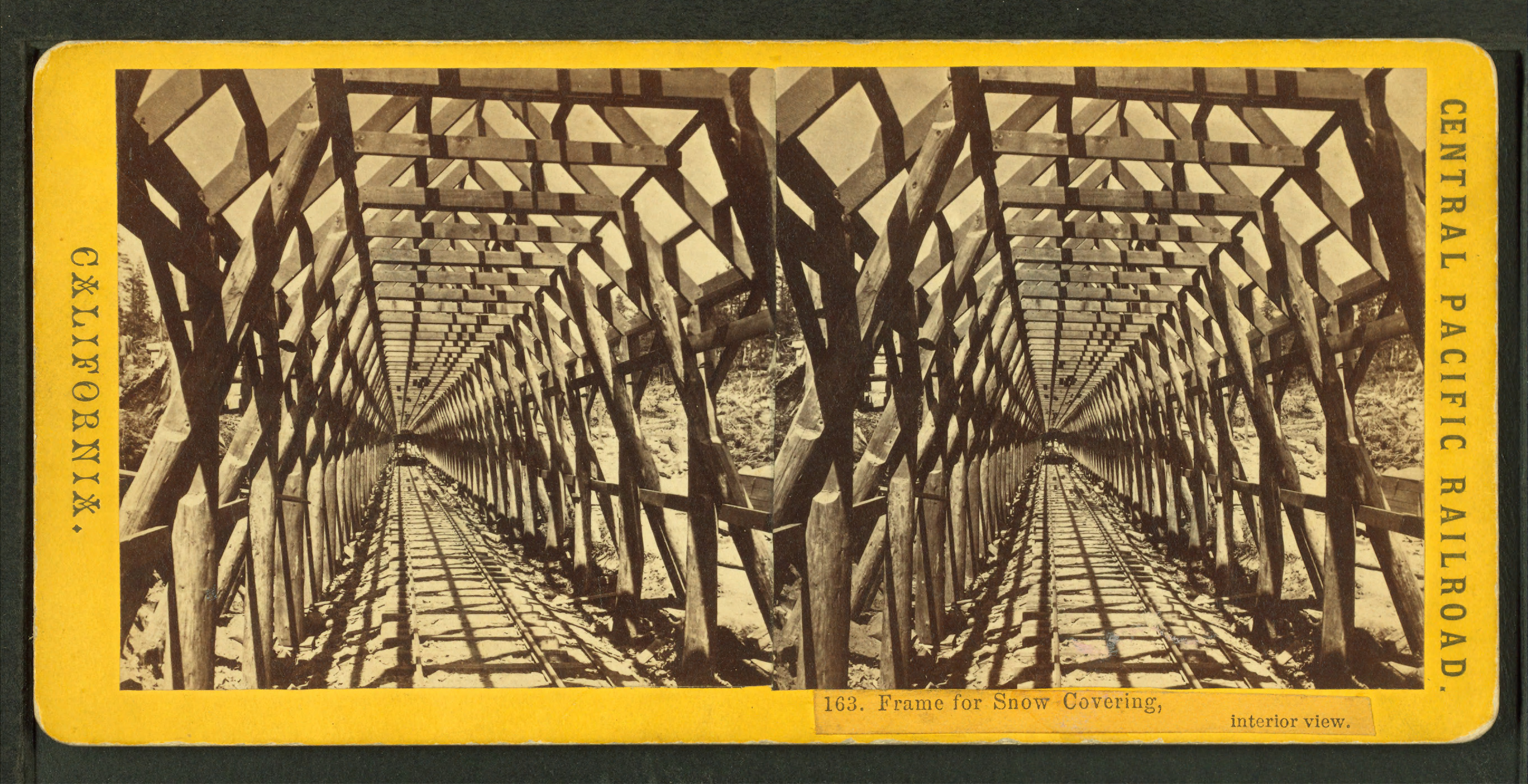
Rám proti sněhu, vnitřní pohled
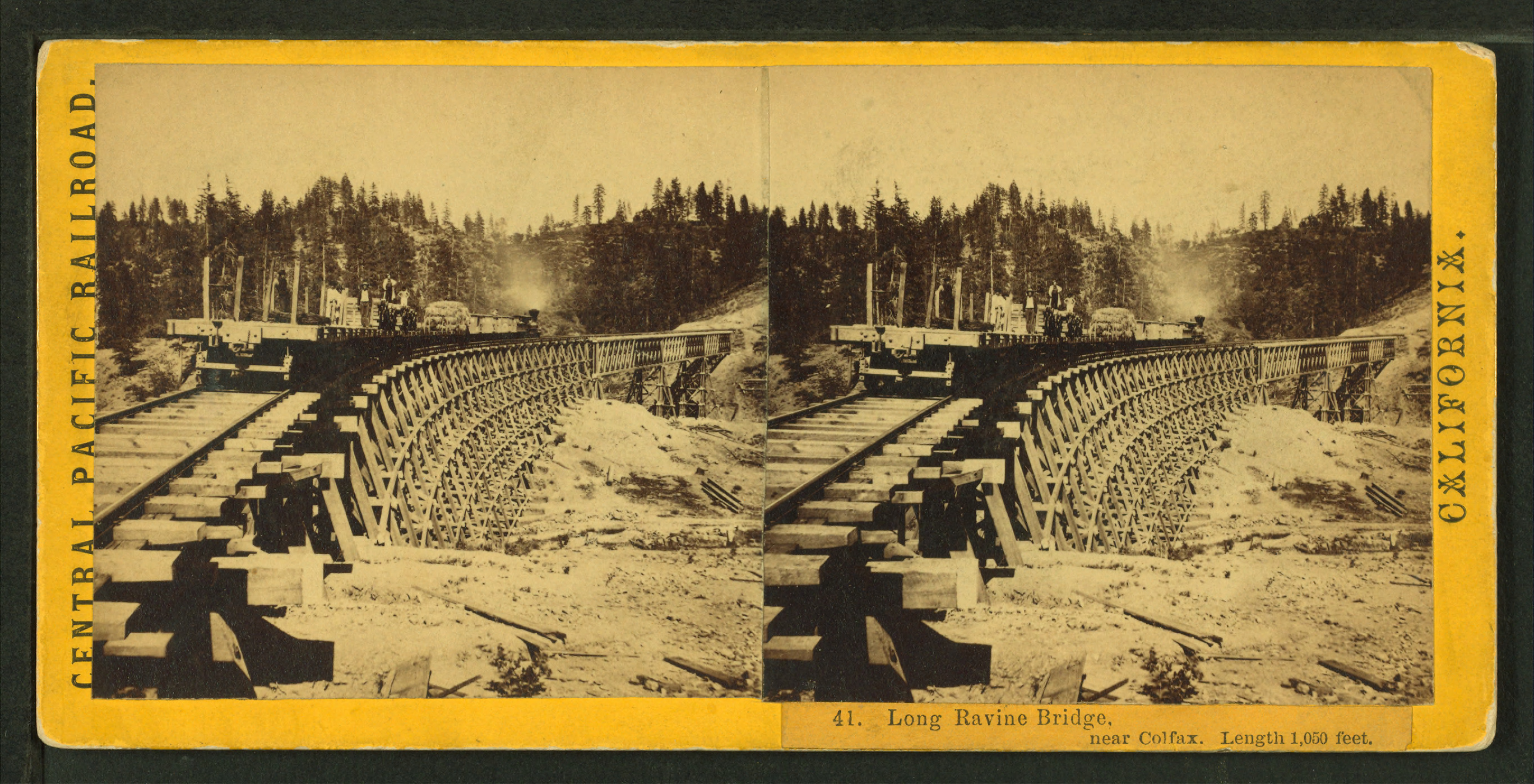
Long Ravine Bridge poblíž Colfaxu
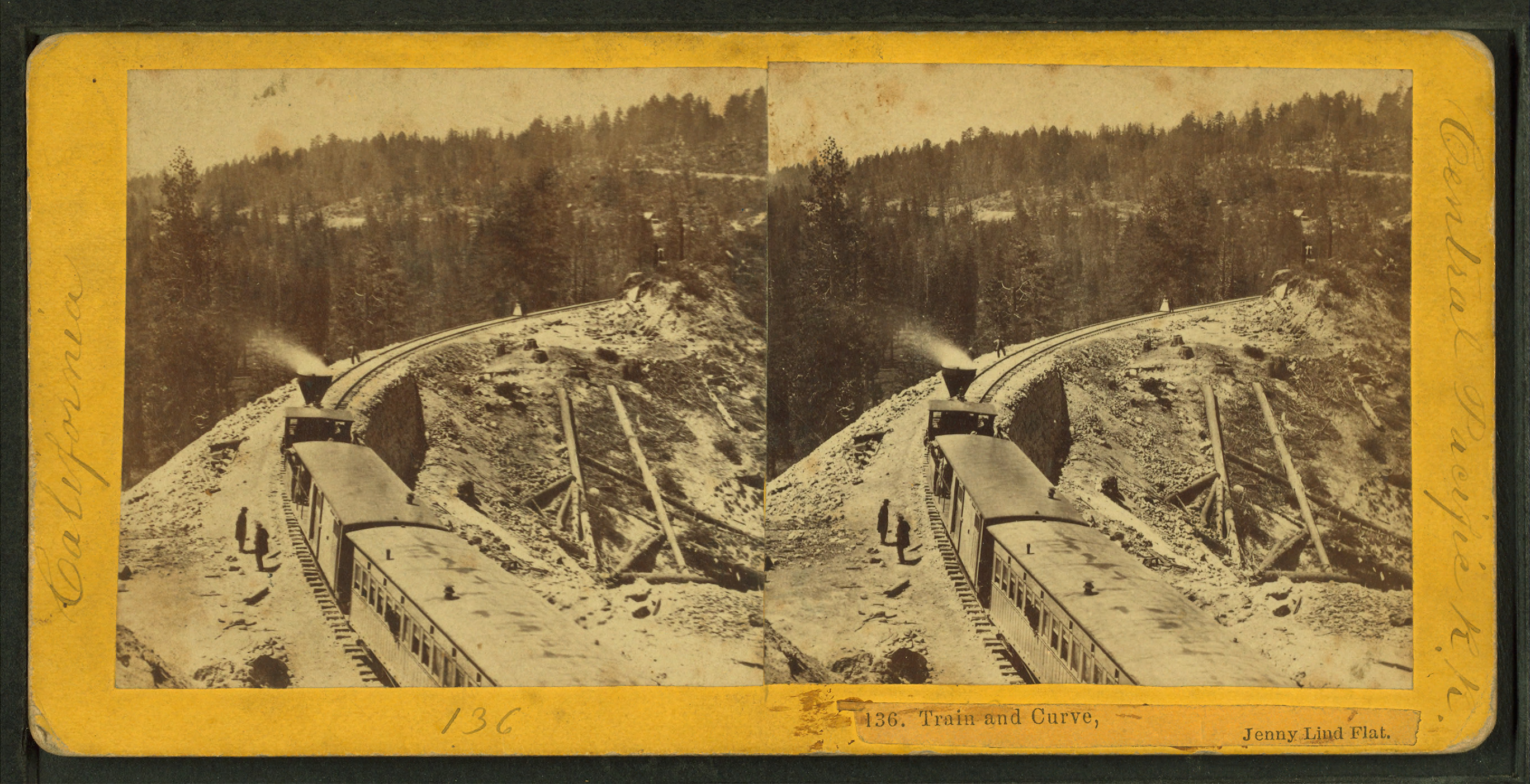
Vlak v zatáčce
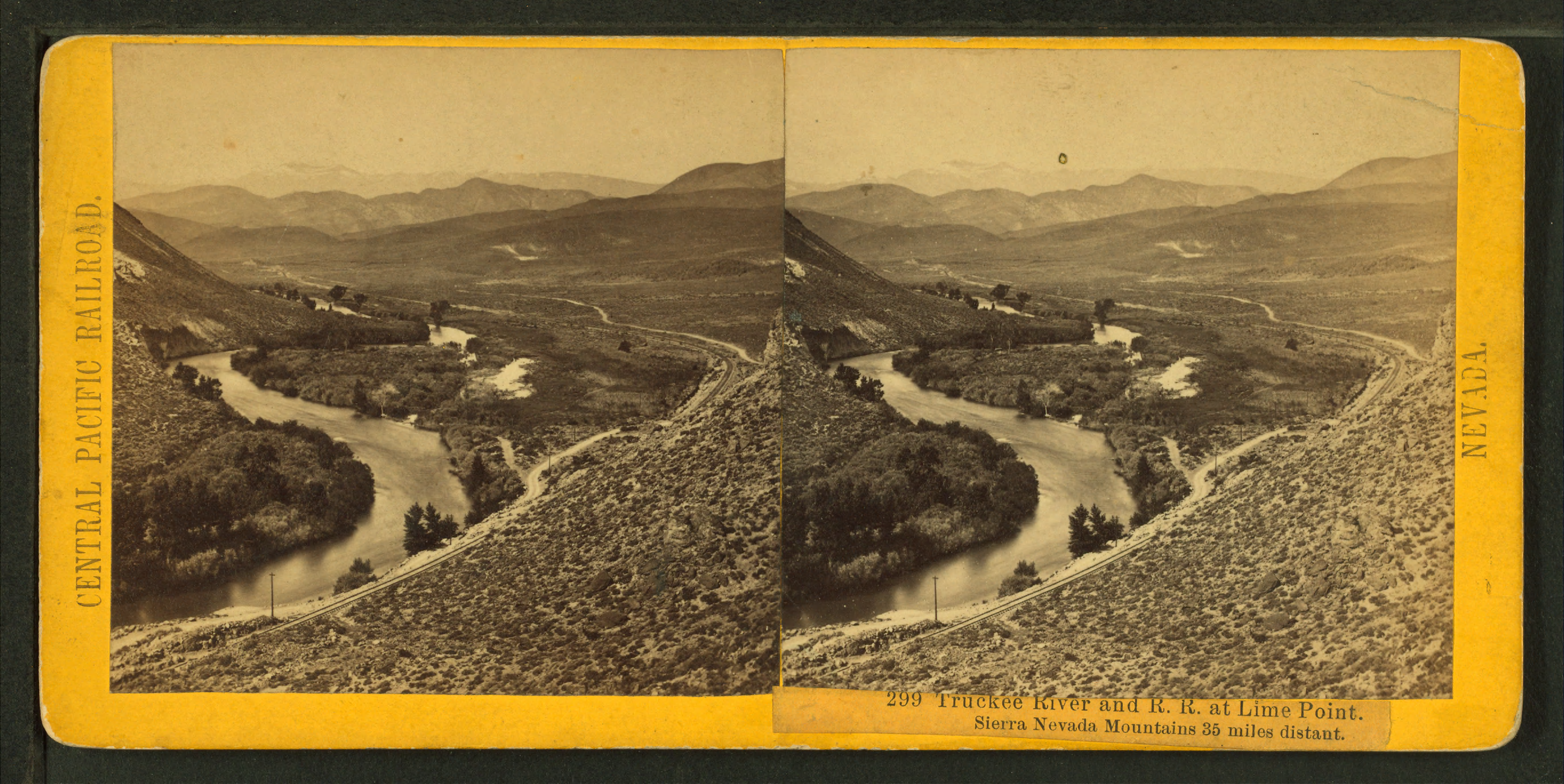
Řeka Truckee River a R.R., Lime Point, Sierra Nevada Mountains